# Regionalny Instytut Kultury im. Wojciecha Korfantego
Regionalny Instytut Kultury im. Wojciecha Korfantego (do 14 stycznia 2020 Regionalny Instytut Kultury w Katowicach, do 22 września 2023 Instytut Myśli Polskiej im. Wojciecha Korfantego) – instytucja kultury samorządu województwa śląskiego. 
Regionalny Instytut Kultury w Katowicach został powołany do życia Uchwałą Sejmiku Województwa Śląskiego z dnia 18 kwietnia 2016. Placówka powstała z połączenia dwóch istniejących wcześniej instytucji – Regionalnego Ośrodka Kultury w Katowicach oraz Śląskiego Centrum Dziedzictwa Kulturowego, a swoją działalność rozpoczęła 1 czerwca 2016. 15 stycznia 2020 roku na mocy uchwały nr VI/16/11/2019 Sejmiku Śląskiego Regionalny Instytut Kultury został przemianowany na Instytut Myśli Polskiej im. Wojciecha Korfantego. Od 22 września instytucja nosi nazwę Regionalny Instytut Kultury im. Wojciecha Korfantego (uchwała nr VI/59/6/2023 Sejmiku Województwa Śląskiego z dnia 28 sierpnia 2023). Instytut używa skróconej nazwy Instytut im. Wojciecha Korfantego.

## Działy
Regionalny Instytut Kultury im. Wojciecha Korfantego realizuje swoje zadania w ramach pracy następujących działów merytorycznych:
- Dział Historii
- Dział Centrum Dziedzictwa Kulturowego
- Dział Obserwatorium Kultury
- Dział Centrum Edukacji i Animacji
- Dział Mobilne Centrum Digitalizacji

## Działalność
Instytut  im. Wojciecha Korfantego jest wojewódzką samorządową instytucją kultury o charakterze upowszechnieniowym i naukowo-badawczym.
Do zadań Instytutu należy m.in. prowadzenie prac badawczych, projektowych, sporządzanie dokumentacji konserwatorskich, tworzenie innowacyjnych programów animacji społeczno-kulturowej, edukacja kulturowa, organizowanie doskonalenia w zakresie organizowania i prowadzenia działalności kulturalnej, promocja kultury i ochrona dziedzictwa kulturowego regionu, prowadzenie działalności wydawniczej, prowadzenie badań analizujących stan kultury oraz tworzenie sieci współpracy integrujących podmioty aktywne w sektorze kultury. Z chwilą przekształcenia Regionalnego Instytutu Kultury w Instytut Myśli Polskiej - do działalności statutowej zostały dołączone zadania związane z dziedzictwem kulturowym związanym z Powstaniami Śląskimi oraz z postacią i działalnością Wojciecha Korfantego.

### Ważniejsze projekty
Wśród projektów realizowanych przez Instytut w latach 2016-2019 są między innymi:
- Mapa Obrzędowa Górnego Śląska – badania i prace dokumentacyjne dotyczące obrzędowości dorocznej
- Purpurka na Polkę – badania, dokumentacja i popularyzacja strojów ludowych
- Niepodległa lokalnie – zadania w ramach 100-lecia obchodów niepodległości Polski, w tym akcje animacyjne, warsztaty filmowe dla dzieci, działania edukacyjne, wystawy, malowanie murali, widowisko artystyczne
- Ślady Ognia – działania dokumentacyjne i popularyzatorskie związane przede wszystkim z problematyką hutniczą na Górnym Śląsku
- EtnoŚląskie+ – aktywizacja społeczności lokalnych przez edukację kulturową
- Tu byłam Joanna – minifestiwal związany z postacią Joanny Schaffgotsch
- Czarna pamięć – górnicze miejsca pamięci – projekt mający na celu udokumentowanie i objęcie ochroną miejsc związanych ze śląskim górnictwem[10]
- EtnoBryk – działania edukacyjne, w tym scenariusze lekcji i projekty pomocy szkolnych

### Inne działania
Inne działania podejmowane od 2016 roku to między innymi:
- udział w projekcie Śląskie Digitarium mającym na celu stworzenie platformy do digitalizacji zasobów kulturowych z regionu
- udział w projekcie Bardzo Młoda Kultura jako operator programu w województwie śląskim
- udział w projektach Erasmus+
- cykle koncertów i spotkań z ludźmi kultury: Polifonie, Scena balkonowa, Koncert na Teatralnej
- Festiwal Godki Śląskiej – I edycja miała miejsce w Kwietniu 2018 roku
- Barbórka dla wszystkich – koncerty i pobudki muzyczne organizowane przez orkiestry dęte w dniu 4 grudnia
- zaprojektowanie i upowszechnienie podręcznika mikrorewitalizacji oraz warsztaty dotyczące przestrzeni miejskich (w tym realizacja parkletu na ul. Teatralnej w Katowicach)
- organizowanie corocznej sesji konserwatorskiej połączone z promocją wydawnictwa Wiadomości konserwatorskie województwa śląskiego
- Fabryka Silesia (jako wydawca) – kwartalnik społeczno-historyczno-kulturalny podejmujący tematy śląskie – wydawany do 2019 roku[11]

### Prace badawcze i dokumentacyjne
- badania dziedzictwa materialnego i niematerialnego województwa śląskiego,
- badania przestrzeni edukacji kulturowej województwa śląskiego[9].

Instytut bierze udział m.in. w Europejskich Dniach Dziedzictwa, obchodach Roku Odry, Industriadzie.

## Współpraca ze Stowarzyszeniem Wikimedia Polska

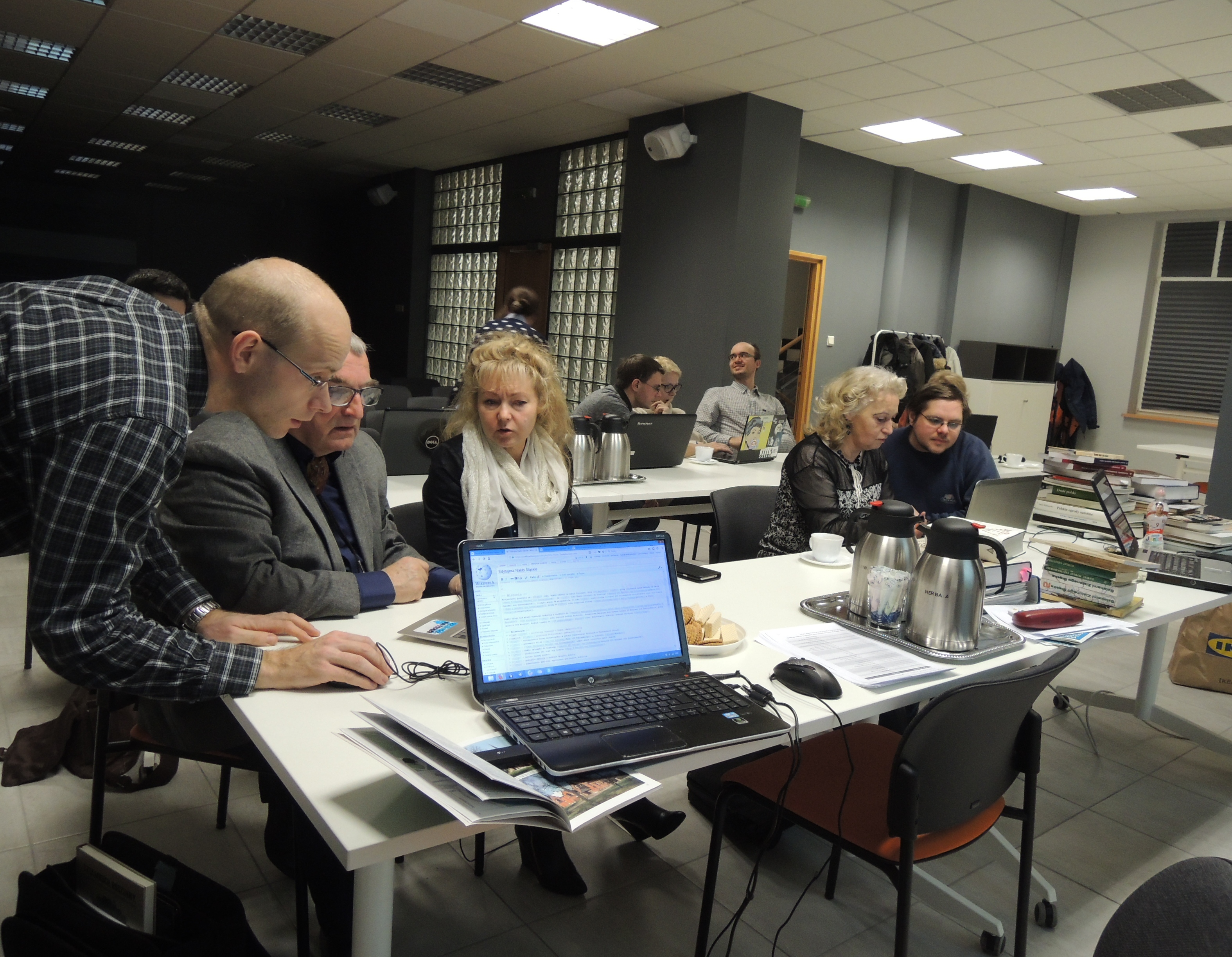
Piątek z Wikipedią w Regionalnym Instytucie Kultury w Katowicach,
19 stycznia 2018

Regionalny Instytut Kultury w Katowicach w dniu 12 kwietnia 2017 roku podpisał porozumienie o współpracy Stowarzyszenia Wikimedia Polska i Regionalnego Instytutu Kultury w Katowicach. W ramach współpracy Instytut:
- organizował (od stycznia 2018 do października 2020) cykl comiesięcznych warsztatów edytorskich „Piątki z Wikipedią”,
- 8 października 2018 roku zorganizował szkolenie GLAM dla 17 muzeów z terenu województwa śląskiego,
- 8 maja 2019 roku zorganizował konferencję „GLAM - dziedzictwo w sieci”,
- współpracował w ramach projektu „Ślady ognia”,
- wzbogaca zasoby Wikimedia Commons, szczególnie o zdjęcia związane z obrzędowością w regionie,
- bierze udział w kolejnych edycjach konkursu „Wiki lubi zabytki”.

Współpraca jest kontynuowana przez Instytut im. Wojciecha Korfantego.